# Lingua ulithiana
La lingua ulithiana è una lingua micronesiana parlata negli Stati Federati di Micronesia.

## Distribuzione geografica
Secondo l'edizione 2009 di Ethnologue, la lingua è parlata in Micronesia da 3000 persone stanziate sugli atolli di Fais, Ngulu, Sorol e Ulithi nello stato federato di Yap. La lingua è attestata anche negli Stati Uniti d'America.

## Sistema di scrittura
Per la scrittura viene utilizzato l'alfabeto latino.